# Битва при Форбії (1244)
Битва при Форбії — битва, що відбулась 17-18 жовтня 1244 року між союзними арміями хрестоносців та Аюбідів Дамаска й Керака з одного боку та єгипетською армією Аюбідів султана ас-Саліха, посиленою хорезмійськими найманцями.

## Передумови
Захоплення Єрусалима хорезмійцями у серпні 1244 року спричинило значне занепокоєння як серед християнських, так і мусульманських правителів. Аль-Мансур Ібрагім, емір Хомса, та ан-Насір Дауд, правитель Керака, приєднались до тамплієрів, госпітальєрів, тевтонців та інших сил Єрусалимського королівства, щоб протистояти єгипетському султанату.
Дві армії зустрілись біля Форбії (сучасна Хірібія) — маленького села на північний схід від Гази. Аль-Мансур Ібрагім особисто командував 2-тисячним загоном кавалерії та загоном військ з Дамаска. Загальне керівництво християнськими загонами здійснював Готьє IV де Брієнн, граф Яффи й Аскалона. Християнська армія мала чисельність близько 1 000 вершників і 6 000 піхотинців. У Трансйорданії перебували сили під командуванням Сунгура аль-Захірі та аль-Вазірі, вони налічували близько 2 000 бедуїнів. Єгипетська армія під командуванням офіцера мамлюків на ім'я Рукн ад-Дін Бейбарс лише ненабагато поступалась за силою своїм противникам.
Аль-Мансур Ібрагім порадив союзникам укріпити свій табір та зайняти оборонну позицію, розраховуючи розсіяти недисциплінованих хорезмійців і залишити єгиптян у невигідному становищі. Однак Готьє IV де Брієнн не бажав відмовлятись від бою, оскільки мав чисельну перевагу, що було рідкістю для християн Утремеру. Союзна диспозиція була такою: християни на правому фланзі, неподалік від узбережжя, еміри Хомса і Дамаска у центрі, бедуїни ліворуч.

## Битва
Битва почалась уранці 17 жовтня з атак християнських лицарів на лави єгиптян. Єгипетська армія утримувала свої позиції. Вранці 18 жовтня Бейбарс поновив битву та кинув хорезмійців проти військ Дамаска у центрі союзної лінії. Центр був проломлений у результаті їхньої запеклої атаки, після чого хорезмійці вдарили у лівий фланг союзної армії та швидко розсіяли бедуїнів. Кавалерія еміра билась завзято, але була майже цілковито знищена. Аль-Мансур Ібрагім, зрештою, відвів з поля бою 280 бійців, які вижили — все, що лишилось від його військ.
Під загрозою атаки хорезмійців з флангу хрестоносці кинулись на мамлюків, що стояли навпроти них, і первинно мали успіх, спричинивши занепокоєння Бейбарса. Утім натиск хрестоносців поступово втратив імпульс, оскільки хорезмійці атакували їх з тилу та флангів, захищених неорганізованою піхотою. Добре озброєні лицарі завзято бились, але також не встояли.
Понад 5000 хрестоносців загинули, 800 потрапили у полон, у том числі й Готьє IV де Брієнн, Гільйом Шастельнеф, магістр госпітальєрів, і констебль Триполі. З лицарів орденів уціліли лише 33 тамплієри, 27 госпітальєрів і 3 тевтонських лицарі. Філіп де Монфор і патріарх Єрусалимський утекли до Аскалона. Магістр тамплієрів Арман де Перігор, архієпископ Тірський, єпископ Лідди та Рамли були вбиті.

## Наслідки
Папа Іннокентій IV на Першому Ліонському соборі 1245 року закликав до нового хрестового походу, але франки вже ніколи не змогли відновити свою владу у Святій Землі. Після битви при Форбії, Єрусалимське королівство опинилось у ще більш важкому становищі, ніж до неї. Воно вже було неспроможним виставити настільки ж велику армію, як у битві на Рогах Хаттіна, та більше не проводило наступальних операцій. Перемога не принесла успіху й Аюбідам. Хорезмійці збунтувались і були розбиті 1246 року під Ель-Мансурою. Рукн ад-Дін Бейбарс приєднався до хорезмійців, а згодом був заарештований ас-Саліхом і помер у в'язниці.